# Curahsuri
Curahsuri is een bestuurslaag in het regentschap Situbondo van de provincie Oost-Java, Indonesië. Curahsuri telt 2609 inwoners (volkstelling 2010).